# モザンビークの港湾
モザンビークの港湾（モザンビークのこうわん、英語: Ports and harbours in Mozambique）は、モザンビークにおける港湾について記す。

## 一覧
- マプト港（英語版）（マプト）
- マトラ港（マトラ）
- イニャンバネ港（イニャンバネ）
- マシーシェ港（マシーシェ）
- ベイラ港（英語版）（ベイラ）
- ナカラ港（英語版）（ナカラ）
- ペバネ港（ペバネ（英語版））
- モザンビーク港（モザンビーク島）
- モーマ港（モーマ郡（英語版））
- ケリマネ港（ケリマネ）
- ペンバ港（ペンバ）
- モシンボア・ダ・プライア港（モシンボア・ダ・プライア（英語版））
- アンゴシェ港（アンゴシェ）